# Милан Беловуковић Дева
Милан Беловуковић Дева (Равње, код Богатића, 27. март 1894 — Београд, 11. фебруар 1970) био је земљорадник, учесник Првог светског рата и Народноослободилачке борбе и већник АВНО Југославије.

## Биографија
Рођен је 27. марта 1894. у селу Равње у Мачви. Бавио се земљорадњом, све до избијања Балканских ратова, 1912. у којима је учествовао као војник Српске војске. Потом је од 1914. учествовао у Првом светском рату. Као имућан сељак, имао је најпре воденицу на Сави, а потом на Дрини. У међуратном периоду је био опозиционо расположен, а 1934. примљен је у чланство Комунистичке партије Југославије (КПЈ).
Након окупације Југославије, 1941. активно је учествовао у организовању устанка у Мачви. Био је један од првих бораца Мачванског партизанског одреда, формираног средином јула 1941. године. Потом је био заменик команданта одреда Небојше Јерковића, а од краја августа 1941. командант Поцерског батаљона. Након Прве непријатељске офанзиве, децембра 1941. остао је на терену западне Србије, где је био члан Штаба Групе НОП одреда западне Србије, састављене од бораца Ваљевског и Мачванског одреда. У веома тешким условима, ова група је деловала у западној Србији, све до марта 1942. када је прешла Дрину и у источној Босни се прикључила главнини партизанских снага.
Од марта 1942. био је припадник Пратеће чете, а касније Пратећег батаљона Врховног штаба, где је радио у интендантури Врховног штаба НОВ и ПОЈ. Заједно са Врховним штабом и главнином јединица НОВ и ПОЈ прешао је ратни пут од Фоче, похода у Босанску крајину, боравка у Бихаћу, Четврте и Пете непријатељске офанзиве, боравка у Јајцу и Дрвару, десанта на Дрвар до доласка у Србију, октобра 1944. године. Тада је напустио Пратећи батаљон и прешао у Мачву. Маја 1943. добио је чин мајора НОВЈ.
Након ослобођења Југославије, активно је радио на изградњи народне власти у Богатићу и Шапцу. Налазио се на дужностима председника Среског народног одбора у Богатићу, члана Обласног народног одбора за Мачву, председника Окружног народног одбора у Шапцу и др.
Био је већник Антифашистичког већа народног ослобођења Југославије (АВНОЈ) на његовом Првом (1942), Другом (1943) и Трећем заседању (1945). На Другом заседању АВНОЈ-а изабран је за члана Председништва АВНОЈ, а на заседању Велике антифашистичке скупштине народног ослобођења Србије, новембра 1944. изабран је за члана Председништва АСНОС. Такође, био је посланик Привремене народне скупштине Демократске Федеративне Југославије, док је за народног посланика Народне скупштине ФНРЈ биран за изборима новембра 1945. и марта 1950. године. За народног посланика Народне скупштине НР Србије, биран је на изборима новембра 1946, марта 1951. и новембра 1953. године. Јуна 1949. изабран је за оборника Обласног народног одбора Београдске области и члана његовог Извршног одбора.
Умро је 11. фебруара 1970. у Београду, а сахрањен је на Партизанском гробљу у Шапцу.
Носилац је Партизанске споменице 1941. и других југословенских одликовања, међу којима су — Орден заслуга за народ првог реда, Орден Републике са сребрним венцем, Орден заслуга за народ другог реда, Орден за храброст и др.
Његов син Радосав Раде Беловуковић (1923—1981) био је учесник Народноослободилачке борбе, мајор ЈНА, носилац Партизанске споменице и публициста. Активно се бавио прикупљањем докумената и грађе о револуционарном покрету у Подрињу и био један од оснивача Фонда Народноослободилачког рата Подриња. Издао је више књига и публикација.